# Filip Schleicher
Filip Schleicher (ur. 1870, zm. 22 lutego 1932 we Lwowie) – polski prawnik pochodzenia żydowskiego, radny i wiceprezydent Lwowa.

## Życiorys
Z wykształcenia był prawnikiem i lekarzem. Z zawodu był adwokatem. W 1908 został wybrany radnym miejskim we Lwowie. W radzie i w prezydium reprezentował ludność żydowską. W kwietniu 1913 został wybrany III wiceprezydentem miasta Lwowa.
Podczas I wojny światowej po inwazji rosyjskiej 20 czerwca 1915 został przymusowo wywieziony przez władze rosyjskie do Kijowa w grupie zakładników. W lutym 1918 został jednym ze stu członków Tymczasowej Rady Miejskiej we Lwowie. Podczas wojny polsko-ukraińskiej nie zaprzestał swojej działalności, otrzymał wówczas propozycję objęcia funkcji członka rządu Zachodnioukraińskiej Republiki Ludowej, ale odmówił. Członek Komitetu Obywatelskiego i Polskiego Komitetu Narodowego we Lwowie w listopadzie 1918. Został członkiem powołanego 23 listopada 1918 Tymczasowego Komitetu Rządzącego we Lwowie. Założyciel Unii Narodowo-Państwowej w 1922.
W niepodległej II Rzeczypospolitej był radnym nieprzerwanie do 1927. Po 1918 pełnił także funkcję wiceprezydenta miasta. 
2 maja 1923 został odznaczony Krzyżem Oficerskim Orderu Odrodzenia Polski „w uznaniu zasług, położonych około przyłączenia Małopolski Wschodniej do Rzeczypospolitej Polskiej”.
Wspólnie ze swoim szwagrem płk. dr. Teofilem Bardachem był właścicielem kamienicy czynszowej, leżącej naprzeciw wejścia do katedry lwowskiej. 